# Fam-Lay
Fam-Lay, de son vrai nom Vernon Nathaniel Johnson Jr., né le 28 mai 1974 à Norfolk, en Virginie, est un rappeur américain. Son titre Eghck avec Clipse est classé 16e dans le Top 50 Singles de 2005 de Pitchfork.

## Biographie
Johnson Jr. est né à Norfolk, en Virginie. Collaborant avec les Neptunes pour leur label Star Trak, il se fait connaître par diverses apparitions sur des projets liés aux Neptunes, dont le premier album de Clipse : Lord Willin' en 2002.  Il fait un featuring sur la compilation The Neptunes Present... Clones en 2003, sur laquelle figure son morceau Rockx 'N Roll. Il apparait également dans le jeu vidéo Def Jam: Fight For NY. Fam-Lay annonce son premier album, Traintogo, en mars 2004 à travers une coentreprise entre Star Trak et Def Jam Recordings.
En 2011, il publie un nouveau single intitulé What's My Name. La même année, il publie un clip de son titre Beach Cruiser. En 2014, Johnson Jr. annonce la liste des titres de son futur album Traintog. La même année, il publie le clip de son titre Blasphemy.

## Discographie

### Album studio
- 2006 : Dat Missile

### Mixtapes
- 2004 : Star Trak Presents: Fam-Lay (DJ Cipha Sounds)
- 2005 : Grand Theft Ghetto (Shark City) (DJ Noe Dout)
- 2008 : DirtyWay